# Szuper szárny
A Szuper szárny (eredeti cím: Top Wing) 2017 és 2020 között vetített kanadai televíziós 3D-s számítógépes animációs kalandsorozat, amelyet Matthew Fernandes alkotott.
Az Egyesült Államokban 2017. november 6-án a Nickelodeon mutatta be. Magyarországon a Nick Jr. mutatta be 2018. június 25-én.

## Szereplők

### Főszereplők
| Szereplő | Eredeti hang                                       | Magyar hang        |
| -------- | -------------------------------------------------- | ------------------ |
| Fürge    | Jonah Wineberg (1. évad) Tristan Mercado (2. évad) | Sándor Barnabás    |
| Rod      | Ethan Pugiotto                                     | Berecz Kristóf Uwe |
| Szörfi   | Lucas Kalechstein                                  | Szirtes Marcell    |
| Penny    | Abigail Oliver                                     | Mayer Szonja       |
| Villám   | Colin Doyle                                        | Pálmai Szabolcs    |
| Bea      | Bryn McAuley                                       | Sallai Nóra        |
| Csíp     | Shirley Manson                                     | Pupos Tímea        |
| Csipp    | Shirley Manson                                     | Bauer Eszter       |

### Mellékszereplők
| Szereplő | Eredeti hang        | Magyar hang       |
| -------- | ------------------- | ----------------- |
| Rhonda   | Raven Dauda         | Nádasi Veronika   |
| Oszkár   | Joseph Motiki       | Posta Victor      |
| Zsókus   | Bryn McAuley        | Mezei Kitty       |
| Timmy    | Christian DiStefano | Vida Bálint       |
| Honu     | Linda Ballantyne    | Gőbölös Krisztina |
| Pulyka   | Scott Law           | Mészáros Máté     |
| Ward     | Tal Bachman         | Markovics Tamás   |
| Deni     | Cory Doran          | Előd Álmos        |
| Grady    | Cory Doran          | Ágoston Péter     |

### Magyar változat
- Magyar szöveg: Lovász Ágnes
- Dalszöveg: Császár Bíró Szabolcs
- Hangmérnök: Bőhm Gergely
- Vágók: Pilipár Éva, Csabai Dániel
- Gyártásvezetők: Rácz Gabriella, Farkas Márta
- Szinkron- és zenei rendező: Nikodém Gerda
- Produkciós vezető: Koleszár Emőke

## Évados áttekintés
| Évad | Évad | Epizódok | Eredeti sugárzás  | Eredeti sugárzás   | Magyar sugárzás (Nick Jr.) | Magyar sugárzás (Nick Jr.) | Magyar sugárzás (Nickelodeon) | Magyar sugárzás (Nickelodeon) |
| Évad | Évad | Epizódok | Évadpremier       | Évadfinálé         | Évadpremier                | Évadfinálé                 | Évadpremier                   | Évadfinálé                    |
| ---- | ---- | -------- | ----------------- | ------------------ | -------------------------- | -------------------------- | ----------------------------- | ----------------------------- |
|      | 1    | 26       | 2017. november 6. | 2018. december 21. | 2018. június 25.           | 2019. február 21.          | 2019. augusztus 19.           | 2019. október 24.             |
|      | 2    | 26       | 2019. március 1.  | 2020. július 2.    | 2019. szeptember 16.       | 2020. december 25.         | 2020. január 6.               | 2020. december 18.            |